# Nemoraea minor
Nemoraea minor är en tvåvingeart som beskrevs av Macquart 1848. Nemoraea minor ingår i släktet Nemoraea och familjen parasitflugor.
Artens utbredningsområde är Frankrike. Inga underarter finns listade i Catalogue of Life.